# Cabane de Paul-Émile Victor

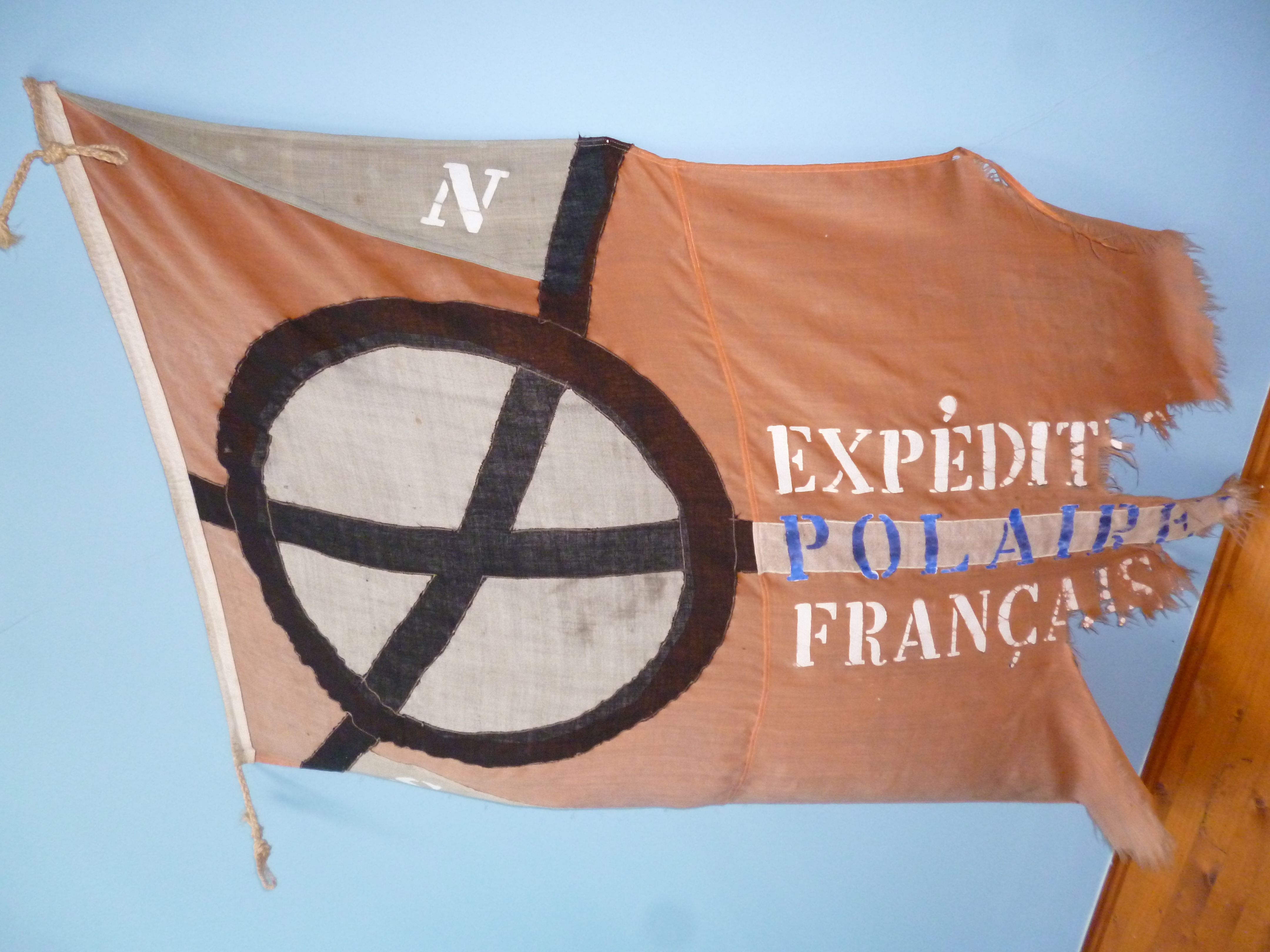
Le drapeau des Expéditions polaires françaises.

La cabane de Paul-Émile Victor est un bâtiment historique situé au Groenland à proximité de l'île de Disko, utilisé par les Expéditions polaires françaises. 

## Situation
Elle se trouve à Port-Victor (latitude 69° 46' N, longitude 50° 15' W), dans la baie de Quervain à 80 km au nord d’Ilulissat, située à l'extrémité nord-est du fjord d'Ata Sund, en face du glacier Eqip Sermia. La cabane est en bois et de couleur rouge.

## Histoire
Le site de Port-Victor a été utilisé par les Expéditions polaires françaises conduites par Paul-Émile Victor de 1948 à 1953 comme point de débarquement et de soutien des équipes d'explorations de l'inlandsis du Groenland,. La cabane elle-même est construite en 1950. À partir de 1953 elle est encore utilisée ponctuellement comme abri par diverses expéditions ou par des chasseurs locaux mais son état se dégrade progressivement. À la fin des années 1980, une première restauration est effectuée par une association d'amitié franco-groenlandaise mais, lors d'une visite du ministre français de l'Écologie Jean-Louis Borloo en 2007, l'état est jugé préoccupant. Au début des années 2010, sa toiture est délabrée. Une numérisation 3D de la cabane est effectuée en 2013 pour soutenir une démarche de classement engagée par le fonds de dotation INUA-Fund en 2017 avec l’appui du ministère des affaires étrangères français. Finalement, le classement comme édifice historique est accordé par les autorités groenlandaises en 2025.